# Herbeuville
Herbeuville és un municipi francès situat al departament del Mosa i a la regió del Gran Est. L'any 2007 tenia 163 habitants.

## Demografia

### Població
El 2007 la població de fet de Herbeuville era de 163 persones. Hi havia 60 famílies, de les quals 17 eren unipersonals (4 homes vivint sols i 13 dones vivint soles), 13 parelles sense fills i 30 parelles amb fills.
La població ha evolucionat segons el següent gràfic:
Habitants censats

### Habitatges
El 2007 hi havia 92 habitatges, 63 eren l'habitatge principal de la família, 16 eren segones residències i 13 estaven desocupats. 87 eren cases i 5 eren apartaments. Dels 63 habitatges principals, 55 estaven ocupats pels seus propietaris i 9 estaven llogats i ocupats pels llogaters; 3 tenien una cambra, 2 en tenien dues, 6 en tenien tres, 19 en tenien quatre i 32 en tenien cinc o més. 52 habitatges disposaven pel capbaix d'una plaça de pàrquing. A 26 habitatges hi havia un automòbil i a 32 n'hi havia dos o més.

### Piràmide de població
La piràmide de població per edats i sexe el 2009 era:
| Homes | Edats   | Dones |
| ----- | ------- | ----- |
| 4     | 95 o +  | 0     |
| 0     | 90 a 94 | 4     |
| 0     | 85 a 89 | 0     |
| 0     | 80 a 84 | 0     |
| 4     | 75 a 79 | 4     |
| 4     | 70 a 74 | 0     |
| 12    | 65 a 69 | 4     |
| 0     | 60 a 64 | 8     |
| 4     | 55 a 59 | 8     |
| 0     | 50 a 54 | 0     |
| 4     | 45 a 49 | 0     |
| 0     | 40 a 44 | 0     |
| 4     | 35 a 39 | 8     |
| 20    | 30 a 34 | 8     |
| 0     | 25 a 29 | 4     |
| 4     | 20 a 24 | 0     |
| 0     | 15 a 19 | 0     |
| 0     | 10 a 14 | 0     |
| 8     | 5 a 9   | 8     |
| 4     | 0 a 4   | 16    |

## Economia
El 2007 la població en edat de treballar era de 91 persones, 65 eren actives i 26 eren inactives. De les 65 persones actives 59 estaven ocupades (37 homes i 22 dones) i 5 estaven aturades (5 dones i 5 dones). De les 26 persones inactives 9 estaven jubilades, 7 estaven estudiant i 10 estaven classificades com a «altres inactius».

### Ingressos
El 2009 a Herbeuville hi havia 67 unitats fiscals que integraven 167 persones, la mediana anual d'ingressos fiscals per persona era de 16.886 €.

### Activitats econòmiques
Dels 3 establiments que hi havia el 2007, 1 era d'una empresa extractiva, 1 d'una empresa d'informació i comunicació i 1 d'una entitat de l'administració pública.
L'any 2000 a Herbeuville hi havia 5 explotacions agrícoles.

## Poblacions més properes
El següent diagrama mostra les poblacions més properes.